# XHFCE-FM

## Radio Huayacocotla, La Voz Campesina, más de medio siglo cambiando la manera de hacer radio.
El 15 de agosto de 1965 una estación de radio se atrevió a hacer las cosas distintas, marcando un antes y después en la historia de la radio en México. Radio Huayacocotla: La Voz de los Campesinos.
Radio Huaya, La voz Campesina (actualmente), es una estación de radio tipo social comunitaria, que desde sus orígenes se distinguió de las demás al apostar por una forma de comunicación distinta, una manera de conversar que incluye al otro México, al México de los olvidados.
En los 60’s, integrantes de las Carmelitas Descalzas inició un proyecto educativo para las escuelas radiofónicas en Huayacocotla, Ver., para alfabetizar a campesinos e indígenas, hombres y mujeres, transmitían en la frecuencia de onda corta: 2390 KHz con 500 watts de potencia, en 1973 este proyecto se volvió insostenible, fue cuando la Compañía de Jesús asume la responsabilidad de Radio Huaya junto con la Asociación Civil Fomento Cultural y Educativo.
Fomento asume el manejo de Radio Huaya con un cambio significativo en la misión: “construir un modelo radiofónico, basado por supuesto, en un proyecto educativo y comunicativo, pero que refuerza los valores culturales de la región, alimentando de esta manera su sentido de identidad, rescatando sus fiestas, tradiciones y costumbres”.
En la década los 80’s la voz de Radio Huaya cada vez se escucha más y cobra un papel importante, en esos años se crea la Unidad de Producción Forestal y Agropecuaria Adalberto Tejeda, para abordar colectiva y organizadamente el Programa de Desarrollo Forestal. En ese momento la radio se da cuenta que son algo más que un simple medio comunicativo, por lo que conforman 2 equipos internos: uno encargado de la organización de los ejidos y el otro de la radio.
La década de los 90’s se vería atravesada por el crecimiento de la violencia y las injusticias. Sobre todo en el municipio de Texcatepec, Veracruz, donde caciques mestizos ejercieron actos de violencia horribles en contra de los comuneros indígenas. Pero Radio Huaya lejos de esconderse o mirar hacia otro horizonte, asumió su responsabilidad social y respondió al llamado correcto, acercándose a dichas comunidades desprotegidas, conversando con ellas, transmitiendo sus reclamos y compartiendo la información que poseían en su lengua materna. Fueron años de enorme violencia hacia los pueblos otomí, náhuatl y tepehua; muchos de sus pobladores fueron desplazados, asesinados y desaparecidos.
Radio Huaya emprendió “un caminar junto a los pueblos víctimas del cacicazgo ancestral y partidista, que desde hacía muchos años se había gestado en la región”.
En 1995 el gobierno se apanicó con los movimientos indígenas en las diferentes sierras de México, (movimiento zapatista, Chiapas 1994, y Aguas Blancas, Guerrero 1995),  entonces decide cercar e invadir a estas comunidades con elementos del ejército y callar todas las voces de los medios de comunicación. En las comunidades de los municipios de Tlachichilco y Texcatepec en Veracruz el ejército se mantuvo por más de 5 años e instaló un cuartel en la contra esquina de Radio Huaya.
En marzo del 95 la Secretaría de Comunicaciones y Transportes, por órdenes de la SeGob y de la SEDENA, cerraron las instalaciones de Radio Huaya por razones poco creíbles, como la falta de repuestos de focos rojos en la torre (balizas) y fallas en el mantenimiento de los transmisores. Pero la verdadera razón fue porque se transmite en lenguas indígenas; Náhuatl, Otomí y Tepehua, el gobierno interpretó que se hablaba en clave hacia las comunidades, alentándolas a un levantamiento armado.
La solidaridad de las comunidades nahuas, otomíes y tepehuas se hicieron presentes con miles de firmas, también medios de comunicación, periodistas y organizaciones nacionales e internacionales exigiendo al gobierno un cese a la represión, fue hasta junio que se logró la reapertura de Radio Huaya.
Con la llegada del nuevo siglo y después de una lucha de más de 40 años por fin en 2005 se consigue el permiso de FM en la frecuencia de 105.5 MHz, convirtiéndose en una estación con 10 mil Watts de potencia, pasando de estar presentes en 5 municipios, a ser escuchados en 6 estados, Querétaro, San Luis Potosí, Sierra Norte de Puebla, sur de Tamaulipas, Hidalgo y Veracruz.
En 2015 cambia de nombre de la Voz de los Campesinos, a la Voz Campesina, su misión sigue siendo la misma desde hace más de 50 años: “la defensa del derecho a la palabra que, ante todo, es la defensa de la dignidad de los pueblos, su lucha por que no dejen de ser quienes son, la defensa de su identidad, sus tradiciones y sus costumbres, la defensa del territorio y de quien lo habita y lo cuida”. Se trata de un reto diario, en el que los altibajos son parte de esta noble labor que un par de compañeros realizan, en muchos casos, dejando a un lado sus propios intereses, por el bien de las comunidades campesinas e indígenas. Y sin lugar a dudas, las comunidades están consciente de ello. Esa es la razón por la que Radio Huaya hasta nuestros días, se articula como una de las radios comunitarias más significativa del país.
Radio Huayacocotla es socia fundadora de ALER, Asociación Latinoamericana de Educación y Comunicación Popular.

## Antecedentes
Fue creada por la orden de las carmelitas descalzas para promover la religión católica y la alfabetización e inició sus transmisiones el 15 de agosto de 1965.